# スポーツクラブ

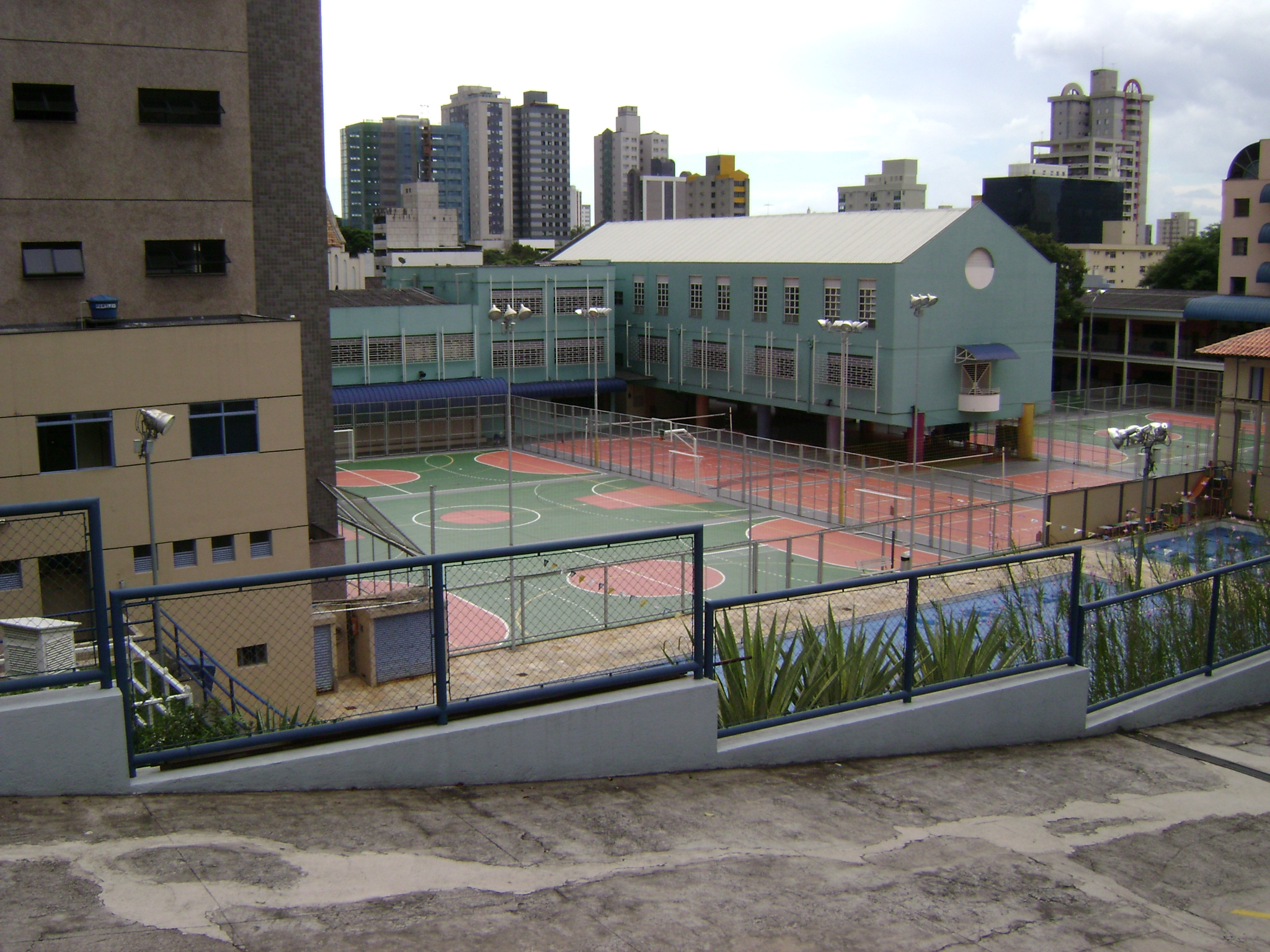
ブラジル・ベロオリゾンテのスポーツクラブ

日本のスポーツクラブ（あるいはスポートクラブ、アスレチッククラブやスポーツ交流、スポーツ連合。いずれも和製英語）は、運動を目的として運営されるクラブである。健康を目的にジムトレーニングをする非スポーツ系から、会員または他のクラブと競いあいうようなプロのスポーツチームや選手を抱える大きな組織まで広義に使用される。
アスレチッククラブという単語は、アスレチックに専念するようなものよりむしろ一般的なスポーツクラブのために使われる。
- 学校の生徒を対象とする「学校スポーツクラブ」については、クラブ活動を参照。
- 企業の社員を対象とする「企業スポーツクラブ」については、実業団を参照。
- 営利目的で運営される「民営スポーツクラブ」については、フィットネスクラブ、スイミングスクールを参照。
- 地域に根ざして活動する「地域スポーツクラブ」については、スポーツ少年団、総合型地域スポーツクラブを参照。
- 郊外にあるゴルフなどが出来る会員制施設についてはカントリークラブを参照。

## 組織
大規模なスポーツクラブはサッカー、バスケットボール、フットサル、クリケット、バレーボール、ハンドボール、ローラーホッケー、ボウリング、水球、ラグビー、陸上競技、ボクシング、野球、自転車競技、テニス、ボート、体操などのプロとアマのあるものや、サバイバルゲーム、ビリヤード、オリエンテーリング、ペイントボール、ローラーダービースケートなどの伝統的でないスポーツも含めた多様なスポーツによって特徴づけられている。これらのチームやアスリートが所属しているクラブは、異なる複数のリーグや大会、トーナメントで同じチームカラーを背負い、同じチーム名を使って競争する。また、これらは同じファンやサポーター、施設もまた共有する。多くのスポーツクラブは加入したサポーターが年会費を払うという共通のシステムを持つ。 これらの場合では、サポーターは全期間を通じて試合観戦の資格を得るようになる。 また、クラブの施設でほぼあらゆる種類のスポーツの練習をする権利を持つ。登録費や入場料、スポンサー契約やチーム商品の販売、放映権や選手の移籍金がスポーツクラブの主な財源である。加えて、公的に株式上場しているようなスポーツクラブや、そのチームもある。  大きなマルチスポーツクラブに所属しているプロのヨーロッパのサッカーチームはこれのよい例である。すなわち、ポルトガルのSLベンフィカ、スポルティング・クルーベ・デ・ポルトゥガル、スペインのソシエダ・アノニマ・デポルティーバ、レアル・サラゴサ、レアル・ベティス、イタリアのSSラツィオのようなチームである。
スポーツと関係のない単一の会社によって所持され、融資されるスポーツチームもある。例えば、レッドブルのメーカーであるRed Bull GmbHによって所持され、Red Bullsとしてまとめて知られているスポーツチーム（サッカーのレッドブル・レーシングやF1のレッドブル・レーシングなど）、サムスングループが親会社のサムスン・ライオンズ（野球）や水原三星ブルーウィングス（サッカー）、アンシュッツ・エンターテイメント・グループに運営されるロサンゼルス・レイカーズ（バスケット）やロサンゼルス・ギャラクシー（サッカー）など。 これらは異なるスポーツやリーグで競う可能性もあり、複数の国をまたいで本部が置かれている場合もある。
また当初は企業クラブとして創設されたが、後に独立したケースもある。バイエルからサッカー部門として独立したバイエル・レバークーゼンやフィリップスから独立したPSVアイントホーフェン（フィリップスは現在はスポンサーとしての立場）などが挙げられる。

## 世界の競技クラブ・チーム
ヨーロッパ、北アメリカ、中東、インド亜大陸やラテンアメリカなどの多くの地域では、高い競争力のあるプロのチームをふくめた、いくつかの部門や支店を持つスポーツチーム（マルチスポーツの運営クラブ）はとても人気である。また、これらのチームはそれぞれの地域において最も強力で代表的なスポーツ機関へ発展していった。一般的に、学生スポーツはマルチスポーツクラブから構成されていると言える。これらはそれぞれその教育的な機関を表し、複数の種目で競争している。 アメリカ合衆国において、ニューヨーク・アスレチック・クラブやロサンゼルス・アスレチック・チームのような主要な機関、また、カリフォルニア・ゴールド・ベアーズやスタンフォード・カーディナル、テキサス・ロングホーンズのような多くの大学のアスレチックプログラムはスポーツクラブのよい例である。しかし、実際に一つのスポーツチームからなるスポーツクラブの例は多い。NBA（バスケットボール）、NFL（アメリカンフットボール）、MLS（サッカー）などのアメリカのスポーツリーグのチームは 、スポーツクラブと呼べるかもしれないが、それらは実際には 一つのスポーツにのみ焦点を当てているのだ。一方で、アメリカの大学チームは、教育的機関に所属している真のマルチスポーツクラブを一般的に形成している。 
イギリスでは、ほぼすべての主要なスポーツ組織は一つのスポーツに専念し、あまり有名ではないキャットフォード・ワンダーズのような多種目のクラブがあるだけだ。加えて、他の様々な国のように、多くの大学がプロやセミプロのレベルを含んだ、生徒の広いスポーツ活動を発展させている。フラムFCはかつてプロのラグビーチームやロウイングのクラブを経営したこともあった。それは、他のサッカーチームがそれ以来競ってきたことだった。
国際的に、多くのクラブは自身を「football club（フットボールクラブ）」と表現する（スペイン、ポルトガルではCF、イギリスではFC）。一般的に、イギリスのサッカークラブはサッカーのみの活動をする。 他の国々では、それらに相当するものは、たとえそれらがサッカークラブと呼ばれていたとしても、完全なマルチスポーツクラブとなる傾向がある。